# Col de Terramont
Le col de Terramont est un col alpin situé dans le massif du Chablais, dans le département français de la Haute-Savoie.

## Géographie

### Situation, topographie
Le col de Terramont est ouvert dans le large plateau marécageux des Mouilles, entre la montagne d'Hirmentaz et les contreforts de la Turche. Il se trouve à l'entrée de la vallée Verte à 1 094 m d'altitude, aux limites communales de Bellevaux et Habère-Poche, près du hameau de Terramont qui donne son nom du col.
Le col est emprunté par la départementale 22 reliant Habère-Poche à Vailly et relié par un réseau secondaire à Bellevaux. La route présente un passage sur son versant nord à 5,5 % et sur son versant sud à 6 %.

### Géologie
Le col de Terramont et son plateau des Mouilles présentent les caractéristiques d’un ancien plateau glaciaire alimenté jadis par les massifs élevés des environs du roc d'Enfer et se déversant vers l’actuelle vallée Verte et celle de Lullin et Vailly.

## Histoire
Le plateau des Mouilles est un lieu de peuplement clairsemé mais ancien avec le hameau de Terramont près du sommet, une chapelle du XIXe siècle côté Bellevaux et une ferme construite en 1880 côté Habère-Poche où un café-restaurant ouvre en 1913 et ferme en 1990. Depuis, l'urbanisation s'est intensifiée avec :
- un ensemble immobilier côté Habère-Poche ;
- les accès de la majorité des installations de ski alpin de la station des Habères[5], dont celle qui assure la liaison directe avec Bellevaux-Hirmentaz, sur la montée au col au lieu-dit les Granges ;
- le foyer de ski de fond côté Bellevaux[6].